# Dicraeus valaceus
Dicraeus valaceus är en tvåvingeart som beskrevs av Nartshuk 1973. Dicraeus valaceus ingår i släktet Dicraeus och familjen fritflugor. Inga underarter finns listade i Catalogue of Life.